# Castrobol
Castrobol – gmina w Hiszpanii, w prowincji Valladolid, w Kastylii i León, o powierzchni 16,87 km². W 2011 roku gmina liczyła 70 mieszkańców.